# Indian Lake, Pennsylvania
Indian Lake är en ort i Somerset County, Pennsylvania, USA.